# Mijnraad
De Mijnraad is een onafhankelijke adviescommissie die de Nederlandse minister van Economische Zaken en Klimaat adviseert over opsporen of winnen van delfstoffen of aardwarmte, en het opslaan van stoffen in de diepe ondergrond. De raad geeft een oordeel over vergunningaanvragen en winnings- en opslagplannen. De instelling van de Mijnraad is geregeld in de Mijnbouwwet uit 2002.

## Geschiedenis
De Mijnraad is in 1902 ingesteld als externe staatscommissie. De aanleiding was een tekort aan steenkool rond de eeuwwisseling en in 1899 stelde de minister van Waterstaat, Handel en Nijverheid Cornelis Lely  een Mijncommissie in om onderzoek te doen naar de werking van de Mijnwet van 1810. De Mijnraad, waartoe in 1901 besloten werd, is een directe opvolger van deze commissie. De Mijnraad was tevens een toezicht- en adviesorgaan voor de directie van de Staatsmijnen. De Mijnraad zetelde in Den Haag. In 1944 verviel de taak van de Mijnraad omdat het mijngebied in de frontlinie kwam te liggen. Eind 1944 stelde het Militair Gezag een inspecteur generaal voor de Mijnen aan en na de gebiedsoverdracht aan de Nederlandse regering werd een regeringscommissaris aangesteld. Deze gaf vervolgens leiding aan een tijdelijke Mijnraad in Heerlen. Vanaf september 1945 functioneerde de Mijnraad wederom vanuit Den Haag. Per 1 mei 1956 verhuisde de Mijnraad naar Heerlen. Bij de omvorming van de Staatsmijnen in een naamloze vennootschap in 1963 verviel deze taak voor de Mijnraad en werd het enkel een onafhankelijke adviesorgaan voor de minister van Economische zaken. Nadat in 1966 besloten werd tot het sluiten van de mijnen in Nederland, kreeg de Mijnraad in 1967 een nieuwe regeling die in 1970 herzien werd. In 1994 en 1997 werd de regeling gewijzigd en deze verviel per 1 januari 2003 met de inwerkingtreding van de Mijnbouwwet die ook de taken van de Mijnraad regelde.

## Voorzitters
- 1902: Cornelis Lely
- 1902-1908: Aart van der Wijck
- 1908-1913: Cornelis Lely
- 1913-1931: Willem Hubert Nolens
- 1932-1933: Josef van Schaik
- 1933-1936: Charles Ruijs de Beerenbrouck
- 1936-1937: Gustaaf Molengraaff (wnd.)
- 1937-1944: Piet Aalberse
- november 1944 - januari 1945: Carolus Maria Joseph Antonius Franciscus Nicolas (inspecteur generaal voor de Mijnen namens het Militair Gezag)
- januari-maart 1945 Wilhelm Frederik Johan Frowein (regeringscommissaris)
- maart-september 1945: Wilhelm Frederik Johan Frowein (tijdelijke mijnraad)
- 1945-1957: Louis Regout
- 1957-1960: Hein Vos
- 1960-1967: Wim van der Grinten
- 1967-1985?: Jan de Pous
- 1986?-1994: Wim van der Grinten
- 1995-2001: Ruud Lubbers
- 2002-2016: Wim Meijer
- 2016-2019: Co Verdaas
- 2019-heden: Staf Depla